# Coatascorn
Coatascorn är en kommun i departementet Côtes-d'Armor i regionen Bretagne i nordvästra Frankrike. Kommunen ligger i kantonen La Roche-Derrien som tillhör arrondissementet Lannion. År 2022 hade Coatascorn 251 invånare.

## Befolkningsutveckling
Antalet invånare i kommunen Coatascorn
Referens:INSEE